# Cantón Huaquillas

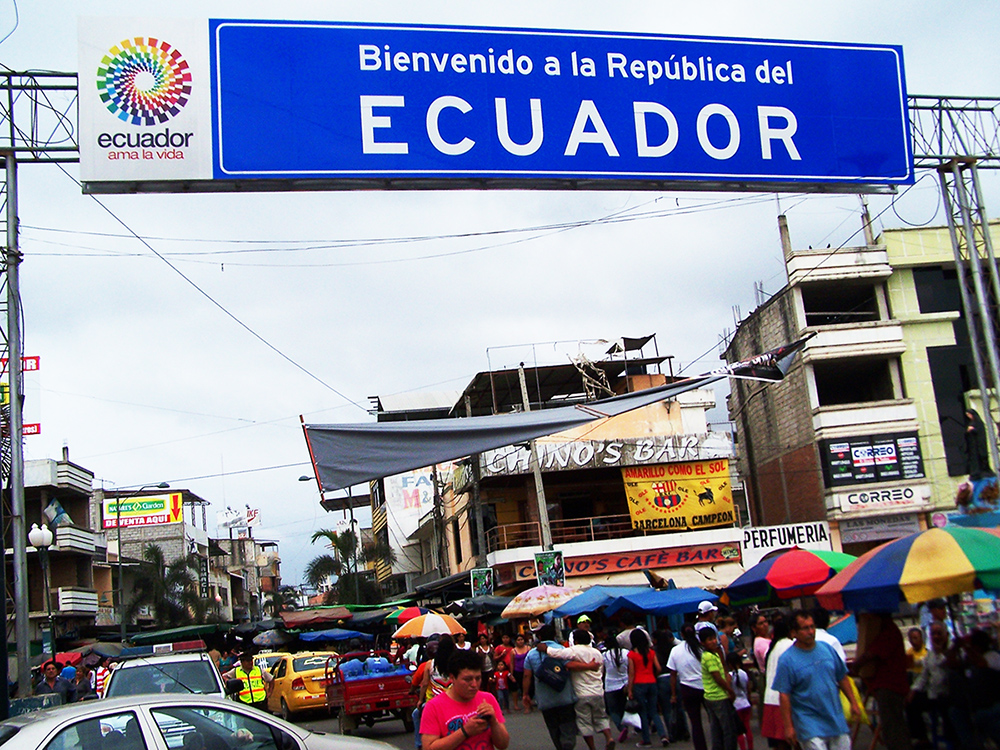
Bienvenida

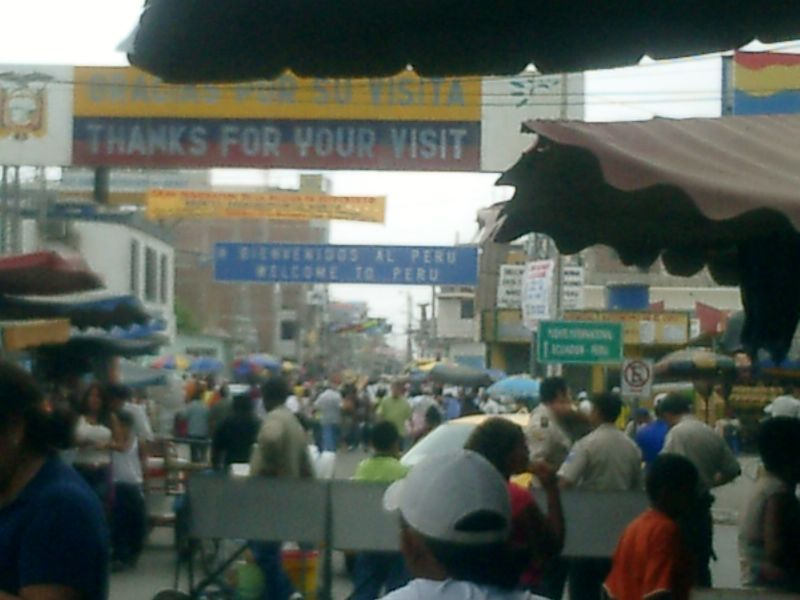
Vista del puente internacional y frontera con el Perú desde Huaquillas

Huaquillas es la ciudad fronteriza y principal entrada vía terrestre al Ecuador, ubicada al suroeste de la provincia ecuatoriana de El Oro. Es la cuarta ciudad con mayor número de habitantes en la provincia.
Huaquillas, es la capital del cantón homónimo y se ubica en el límite fronterizo con Perú. Un puente internacional que se extiende sobre el río Zarumilla conecta este pueblo con el distrito peruano de Aguas Verdes, actualmente se lleva a cabo la construcción de un nuevo puente internacional, que se localiza a las afueras de la ciudad. Ambas ciudades tienen un intenso movimiento comercial tanto en establecimiento formales como mediante vendedores ambulantes. Asimismo, tanto en Huaquillas como en Aguas Verdes circulan libremente el dólar estadounidense (moneda que circula en Ecuador) y el sol peruano.
Esta localidad fue escenario de las luchas que iniciaron la Guerra peruano-ecuatoriana el 5 de julio de 1941.
El 8 de octubre de 1980 obtiene su cantonización durante la presidencia de Jaime Roldós.
Su fundación es el 1 de octubre y se celebra el 6 de octubre. Su alcalde actual es Alberto Astudillo.
Su población es de 47.706 habitantes en estimación para el censo 2010
El Cantón de Huaquillas forma parte de la Conurbación binacional de Huaquillas-Zarumilla en donde viven 82.227 habitantes en una superficie de 231 km², siendo esta área metropolitana la más poblada binacionalmente entre el Perú y Ecuador.

## División administrativa
El cantón Huaquillas divide en 6 parroquias:

### Parroquias urbanas
- Huaquillas (cabecera cantonal)
- Ecuador
- El Paraíso
- Hualtaco
- Milton Reyes
- Unión Lojana